# Tlaxcala FC
Tlaxcala Fútbol Club – meksykański klub piłkarski z siedzibą w mieście Tlaxcala, stolicy stanu Tlaxcala. Występuje w rozgrywkach Liga de Expansión MX. Domowe mecze rozgrywa na obiekcie Estadio Tlahuicole. Często określany poprzez swój przydomek Coyotes de Tlaxcala.

## Historia
Klub powstał we wrześniu 2014 z inicjatywy przedsiębiorstwa Grupo Pachuca na licencji trzecioligowego Águilas Reales de Zacatecas, który przeniósł swoją siedzibę do Tlaxcali i zmienił nazwę na Coyotes de Tlaxcala. Nowa drużyna zastąpiła w mieście trzecioligowy zespół Linces de Tlaxcala, który z kolei sprzedał swoją licencję Internacionalowi Acapulco. Coyotes byli tym samym kolejnym meksykańskim klubem w portfolio Grupo Pachuca, obok pierwszoligowych CF Pachuca i Club León oraz drugoligowego Mineros de Zacatecas, zostając ich drużyną partnerską. Obok Grupo Pachuca współwłaścicielem klubu została lokalna firma Grupo Providencia działająca w branży tekstylnej. Projekt był też wspierany przez władze stanu Tlaxcala, które rozpoczęły modernizację Estadio Tlahuicole.
Zespół dołączył do rozgrywek trzeciej ligi meksykańskiej i występował w niej w latach 2014–2020, wygrywając je dwukrotnie (Apertura 2016, Clausura 2017). Nie zaowocowało to jednak awansem do drugiej ligi, gdyż klub nie spełnił wymagań licencyjnych związanych ze stadionem. Ostatecznie w 2020 roku, przy okazji generalnej reformy drugiej ligi meksykańskiej, Coyotes zostali zaproszeni do tych rozgrywek. Bezpośrednio po tym Grupo Pachuca sprzedała swoje udziały w klubie przedsiębiorstwu Grupo Providencia, które zostało wyłącznym właścicielem Coyotes.

## Aktualny skład
Stan na 16 kwietnia 2025.
| Nr | Poz. | Piłkarz             |
| -- | ---- | ------------------- |
| 1  | BR   | Emiliano Palomo     |
| 3  | OB   | Francisco Santillán |
| 4  | OB   | Cristian González   |
| 5  | PO   | Diego Zago          |
| 6  | OB   | Luis Carrillo       |
| 7  | PO   | Jesse Zamudio       |
| 8  | NA   | Diego Aguilar       |
| 9  | PO   | Paolo Ríos          |
| 10 | NA   | Misael Pedroza      |
| 11 | NA   | Óscar Millán        |
| 12 | OB   | Miguel Lozano       |
| 13 | OB   | Kevin Mariscal      |
| 14 | NA   | Jhory Celaya        |

| Nr | Poz. | Piłkarz           |
| -- | ---- | ----------------- |
| 15 | PO   | Gabriel Sánchez   |
| 17 | PO   | Aldo Serna        |
| 18 | OB   | Luis Alonso       |
| 21 | PO   | Morrison Palma    |
| 22 | BR   | José González     |
| 23 | PO   | Írving Márquez    |
| 25 | OB   | Brian Navarrete   |
| 26 | OB   | Rodrigo Lajud     |
| 27 | NA   | Diego Gama        |
| 28 | PO   | Pedro Santos      |
| 29 | NA   | Bruno Morales     |
| 33 | BR   | Ricardo Rodríguez |

## Trenerzy
- Pablo Sabater (2014–2016)
- Silvio Rudman (2016–2018)
- Miguel Ángel Gómez (2018)
- Sebastián Lencina (2018)
- Isidro Sánchez (2019)
- Lorenzo Sáez (2019–2020)
- Irving Rubirosa (2020–2021)
- Silvio Rudman (2021)
- Antonio Torres Servín (2021–2022)
- Jonathan Estrada (2022)
- Jorge Villalpando (2022–2023)
- Javier Contreras (2023)
- Francisco Ramírez (2024)
- Luis Orozco (od 2025)